# ۱۲۷۵ (میلادی)
۱۲۷۵ (میلادی) هزار و دویست و هفتاد و پنجمین سال تقویم میلادی است.

## درگذشتگان
‎